# La Vierge à l'Enfant avec la couronne d'épines et trois clous
La Vierge à l'Enfant avec la couronne d'épines et trois clous – en italien Madonna con Bambino e simboli della Passione – est un tableau réalisé en 1477 par le peintre florentin Sandro Botticelli. Exécutée sur un panneau de bois a tempera et à l'huile, cette Madone représente Marie regardant vers notre gauche alors que dans ses bras l'Enfant Jésus tient la Sainte Couronne ainsi que les trois clous qui serviront à sa Crucifixion, soit deux des Arma Christi, les instruments de la Passion. L'œuvre est conservée au musée Soumaya, à Mexico, au Mexique.